# Ximena Pérez d'Alagón
Ximena Pérez d'Alagón o Ximena II d'Alagón (? - ?) fou III senyora d'Alagón. Filla de Ximena Lópeç d'Alagón i el seu marit Gonçalo Péreç de Açagra. El 1135 es casà amb Artau III de Pallars Sobirà. D'aquest matrimoni nasqué Palacín I d'Alagón, senyor d'Alagón.